# Leierkasten (Bordell)

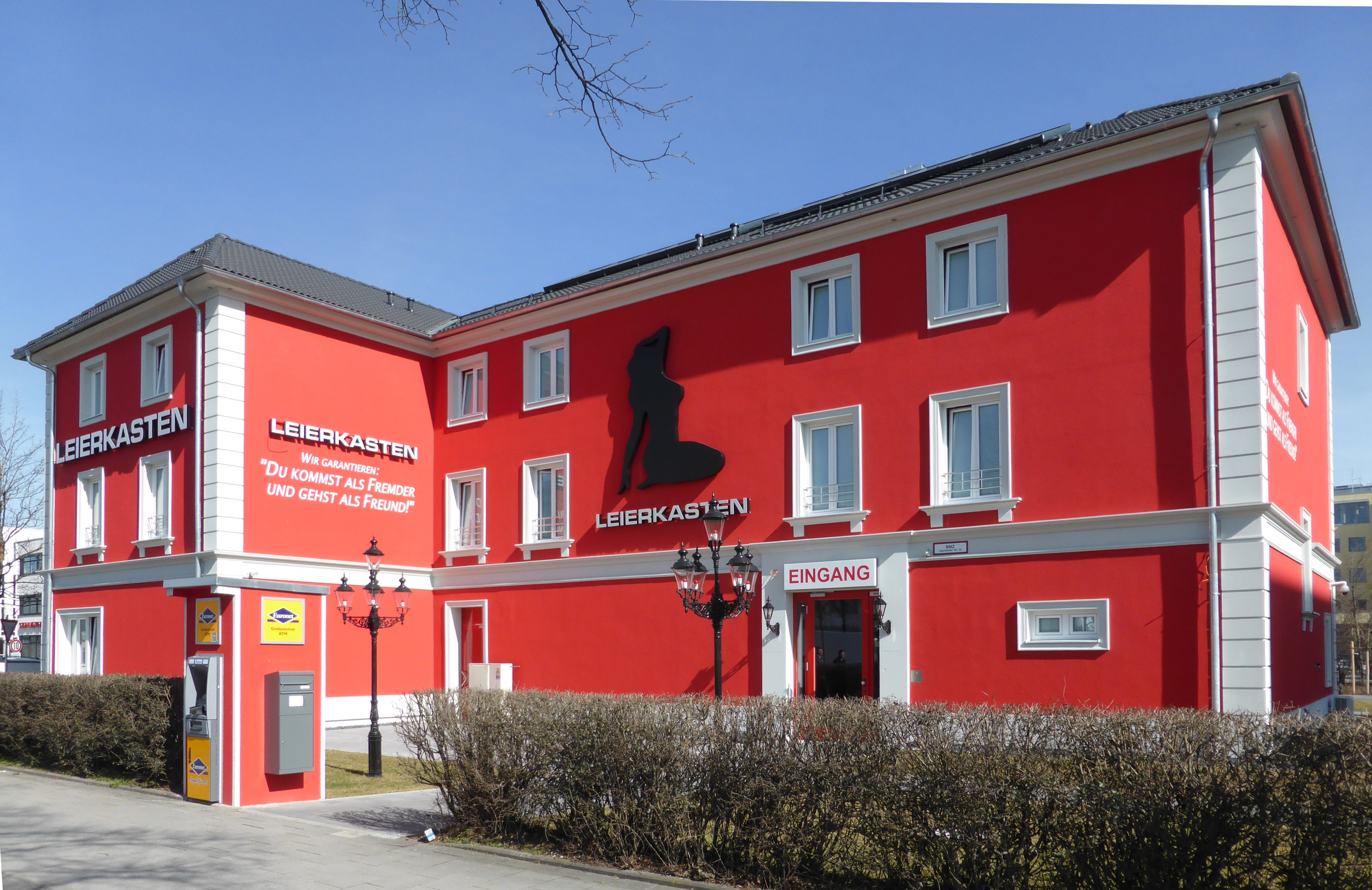
Leierkasten nach dem Umbau 2013/2014.

Der Leierkasten in München-Freimann ist ein Bordell. Es wurde erstmals 1971 und 2004 als Laufhaus neu eröffnet. Es ist das älteste und bekannteste Etablissement dieser Art in der bayerischen Landeshauptstadt und hat überregionalen Bekanntheitsgrad.

## Geschichte
Bereits in der Gründungszeit Anfang der 1970er Jahre sorgte das Bordell wegen des sogenannten Münchener „Dirnen-Kriegs“ um die beabsichtigte Schließung bundesweit für Schlagzeilen in bekannten Printmedien. Das Bordell in der Stadt mit dem größten Sperrbezirk Deutschlands diente später mehrfach als Kulisse für Film und Fernsehen. Aufgrund seiner exponierten Lage an der Ecke Ingolstädter Straße / Frankfurter Ring in der Nähe des Euro-Industrieparks ist der Leierkasten mit seinem an der Fassade angebrachten Slogan „Du kommst als Fremder und gehst als Freund“ vielen Einheimischen und Touristen ein Begriff und dient deshalb nicht selten auch als Orientierungshilfe.
Der langjährige Oberbürgermeister Münchens Christian Ude benutzte den Slogan in abgewandelter Form, um seine Distanz zur bayerischen SPD wie der Landespolitik herauszustellen. Demnach sei es bei der bayerischen Oppositionspartei umgekehrt als beim Leierkasten, den er als bekanntes Münchener Bordell ohne weitere Namensnennung anführt, „Man käme als Freund und ginge als Fremder“.

### Eros-Center Leier-Kasten in der Zweigstraße und Dirnenkrieg
Gegründet wurde das Eros-Center Leier-Kasten im September 1971 in der Zweigstraße beim Münchener Hauptbahnhof vom Frankfurter Bauunternehmer und Bordellkönig Willi Schütz (1920–2001), der das Gebäude für sieben Millionen D-Mark erworben hatte. Auch Walter Staudinger, der auch als der „Pate von München“ geläufig war, war an der Finanzierung des Lokals beteiligt. Für ein Appartement zahlten die 65 Prostituierten damals jeweils 2170,– DM Monatsmiete. Wegen der Olympischen Sommerspiele 1972 wollte damals aber weder der Freistaat Bayern noch die Stadtverwaltung das horizontale Gewerbe in der Innenstadt haben und das Gebäude wurde am Abend des 10. April 1972 von der Polizei besetzt, nachdem zwei Tage zuvor die Innenstadt zum erweiterten Sperrbezirk erklärt worden war. Die Freier wurden von der Polizei abgedrängt, die Prostituierten durften nachts keine Geschäfte mehr tätigen. In Folge begehrten die Prostituierten auf, es kam zum sogenannten „Dirnen-Krieg“, bei dem die Prostituierten auch durch spontan entstandene Bürgerinitiativen, Studenten und zahlreiche Schaulustige Unterstützung fanden. Kurze Zeit darauf stürmten die Freier das Bordell, die Polizei zog ab. Bereits am Freitag der gleichen Woche einigte man sich außergerichtlich darauf, dass sie von 20 bis 0.30 Uhr keine Freier empfingen. Die Polizeiaktion wirkte sich letztendlich gar als Werbeaktion für den Leier-Kasten aus, selbst im Ausland wurde darüber berichtet. Einige Prostituierte boten aus Protest zwischenzeitlich bereits probeweise in Pullach und Solln ihre Dienste auf der Straße an. Schütz scheiterte mit seinem Versuch, mit dem Bordell nach Solln umzuziehen.
Maßgeblich verantwortlich für die Polizeiaktion, die den Münchener Dirnenkrieg verursachte, war der junge CSU-Stadtrat Peter Gauweiler sowie der damalige Polizeipräsident Manfred Schreiber. Im Nachhinein dementierte das Bayerische Justizministerium, dass die Polizeiaktion im Zusammenhang mit den Olympischen Spielen stand. Das Verwaltungsgericht München entschied im Anschluss, dass die Anbietung und Ausübung der Gewerbsunzucht in der Innenstadt auch in geschlossenen Häusern verboten sei.

### Neueröffnung in der Ingolstädter Straße
Letztendlich zog das Bordell in den 1970er Jahren dann an seinen heutigen Standort. Betreiber von 1978 bis 1990 war Hans Fretz aka „Karlsruher Hans“, der in den 1970er und 1980er Jahren auch Stars wie Muhammad Ali, Pelé oder Diego Maradona in das Etablissement einlud. Fretz eröffnete 1989 dann in der Nähe des Münchener Hauptbahnhofs das „Sport-Café Schiller“. 2001 verstarb er im Alter von 55 Jahren bei einem Jagdunfall.

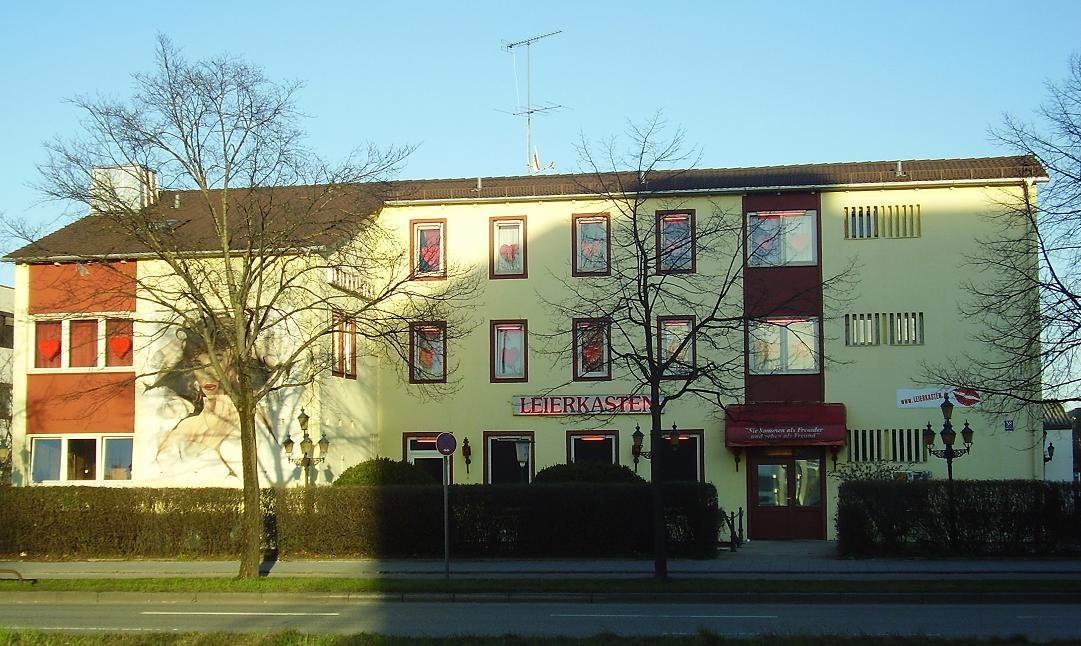
Die Fassade des Leierkastens bis 2013.

In den frühen 1990er Jahren erfolgte die Neugestaltung der Fassade. Um 1990 herum beteiligte sich offensichtlich auch ein Polizeibeamter aus Ottobrunn mit 1,6 Millionen D-Mark aus einem Lottogewinn am Leierkasten. Der Besuch des Sportjournalisten Rolf Töpperwien im Leierkasten 1995, bei dem dieser seine Rechnung nicht bezahlte, ging als Skandalmeldung durch die Boulevardmedien und wurde vom Entertainer Harald Schmidt mehrfach kommentiert.
2000 gab es einen Toten im Umfeld des Bordells. Der Barkeeper Sven D., Sohn des damaligen Betreibers Pit D., wurde wegen Totschlags verurteilt. Er hatte in der Nacht zum 1. Oktober 2000 den Bauunternehmer Zenon K. bei einem Streit zu Tode getreten.
2001 wurde der Pächter Friedrich Ewald, genannt „Der dicke Fritz“, zusammen mit 17 anderen Rotlicht-Größen verhaftet. Der Vorwurf lautete ausbeuterische Zuhälterei, Förderung der Prostitution und Steuerhinterziehung. Ziel war es, die sogenannte Münchener „Sex-Mafia“ um Ewald und Walter Djurkovich zu zerschlagen. Das Landgericht München I bewertete die Belege für eine kriminelle Vereinigung als nicht besonders stichhaltig und Zuhälterei für schwer beweisbar. Es blieb der Vorwurf der Steuerhinterziehung. Die Angeklagten kamen frei.
2004 erfolgte die Wiedereröffnung als Laufhaus.

### Umbau 2013/2014
Von Herbst 2013 bis Juni 2014 wurde das Gebäude kernsaniert. Der neue Pächter erweiterte das Laufhaus im Rahmen eines Umbaus um einen 600 m² großen Anbau inklusive Wellness-Bereich. Zielsetzung war die Fortführung des Betriebs mit gleichem Zweck in Anlehnung an die vorausgegangenen 30 Jahre. Die Zimmer im ersten Stock wurden vergrößert; ursprüngliche Fenster dafür zum Teil eingemauert. Der traditionsreiche Name des Hauses wurde beibehalten. Die Wiedereröffnung erfolgte am 15. Juni 2014.